# Alberto Pitta
Alberto Pitta (Salvador, 1961) é um artista plástico, carnavalesco, designer e serígrafo baiano, pioneiro das estampas afro baianas. Já participou de exposições em países como Alemanha, Angola, Estados Unidos, França e Inglaterra.

## Biografia
Alberto Pitta nasceu em Salvador, em 1961, um dos 10 filhos de Anísia da Rocha Pitta e Silva (a ialorixá Mãe Santinha de Oyá). Seu interesse pelos tecidos surgiu ao observar a atividade de sua mãe, que fazia bordados richelieu para os estandartes das escolas públicas de seu bairro. Desenvolve pesquisas e criações artísticas, tendo os orixás como fonte de inspiração, fruto de sua vivência de terreiros de candomblé. Seu ateliê fica no bairro de Pirajá, em Salvador.
| “                | A roupa conta a história através de panos, tem um significado identitário. Ela fala de lideranças, de pessoas importantes, de nações... Muita gente às vezes nem sabe ler, mas é capaz de entender tudo o que aquela roupa diz apenas através das imagens que estão ali. | ” |
| — Alberto Pitta, | |   |

Se destaca no carnaval soteropolitano de blocos afro, afoxés e de índios. Foi diretor artístico dos Filhos de Gandhy, do Ilê Ayê e do Olodum por 15 anos. Criou o bloco "Cortejo Afro", do qual é produtor e designer, onde introduziu uma das marcas de seu estilo: o branco sobre branco. Também trabalha junto ao Instituto Oyá, instituição para crianças e jovens do bairro de Pirajá, que nasceu do desejo de sua mãe de contribuir para seu desenvolvimento humano, intelectual e artístico.
| “                | Desde a captação de recursos, até o tema, as alas, os carros... Criei o Cortejo porque decidi criar um bloco que primasse pelas artes plásticas, com intervenções artísticas e instalações em pleno Carnaval. Ali, não tenho limite! | ” |
| — Alberto Pitta, | |   |

## Prêmios
- 2021 - Prêmio ID_BR Sim à igualdade Racial[11][12]

## Obras
| Exposições individuais |
| --- |
| Fonte: - 2022 – Eternidade Soterrada – Casa Cunha Lima, São Paulo, SP. - 2019 – Desalinhos, Museu de Arte Moderna da Bahia, Salvador – Bahia - 2019 – HuMAMnamente Negro – Museu de Arte Moderna – Salvador, Bahia. - 2017 – O Legado Afrodescendente – Salvador – Bahia. - 2015 – Oyá Balé Contra as Intolerâncias – Salvador – Bahia. - 2013 – Homens de Ferro – Salvador – Bahia. - 2012 – Estética de Búzios – Salvador – Bahia. - 2012 – Carnaval Negro Baiano – Salvador – Bahia. - 2009 – Cortejo Afro: Uma Década – Galeria Solar Ferrão – Pelourinho, Salvador – BA. - 2009 – 35 Anos de Blocos Afro – Santo Domingo – República Dominicana. - 2006 – II CIAD - 30 Anos de Blocos Afro - Salvador – BA. - 2001 – Exposições em Pau e Carnac, França. - 1997 – Exposição em Frankfurt, Alemanha. - 1995 – Exposição no MAM – Museu de Arte Moderna – Salvador, Ba. - 1994 – Exposições em Pau e Carnac, França. - 1992 – Exposição em Seattle, EUA. - 1990 – Exposição no MIS – Museu da Imagem e do Som – São Paulo, SP. - 1990 – Exposição no Foyer do Teatro Losso Neto – Piracicaba, SP. - 1990 – Exposição em Londres, Inglaterra. - 1990 – Exposição de estamparias afro-brasileiras para inauguração da Galeria de Arte do Hotel Crowne Plaza – São Paulo, SP. - 1989 – Exposição na Galeria Sesc/Senac Pelourinho – Salvador, BA. - 1984 – Exposição em Luanda, Angola. |

| Exposições coletivas |
| --- |
| Fonte: - 2024 - 24a Bienal de Sydney - 2023 - O Quilombismo: Of Resisting and Insisting. Of Flight as Fight. Of Other Democratic Egalitarian Political Philosophies - Berlim, Alemanha. - 2007 – Curador da Exposição Fotográfica “Salvador Negroamor” – Salvador, BA. - 2000 – “Quietude da Terra” - Museu de Arte Moderna da Bahia – MAM, Salvador, BA. - 1997 – Museum Für Völkerkunde, Frankfurt, Alemanha. - 1995 – Museu de Arte Moderna da Bahia – MAM, Salvador, BA. - 1994 – Praça do Shopping Itaigara, Salvador, BA. - 1993 – Praça do Shopping Barra, Salvador, BA. - 1990 – Pavilhão da Bienal (Feira das Nações). - 1990 – Museu da Imagem e do Som - MIS, São Paulo, SP. - 1990 – Galeria do Teatro Dr. Losso Neto, Piracicaba, SP. - 1990 – Galeria do Hotel Crowne Plaza, São Paulo, SP. - 1989 – Galeria do Senac Pelourinho, Salvador, BA. |

| Estamparia Têxtil para Blocos Afro de Salvador |
| --- |
| Fonte: - 1999 – 2022 – Bloco Cortejo Afro. - 2020 – Band’Aiyê Ilê Aiyê. - 2009 – 2013 – Afoxé Filhos do Congo. - 2006 – 2012 – Afro Pop. - 1998 – Afoxé Badauê. - 1998 – 1999 – Bloco Timbalada. - 1997 – Bloco Afro Muzenza. - 1997 – 1998 – Bloco Apaches do Tororó. - 1993 – Bloco Alternativo Eu Vou. - 1993 – Afoxé Ojú-Obá. - 1986 – Bloco Afro Ébano. - 1986 – 1987 – Afoxé Zambiapombo. - 1985 – 1997 – Bloco Afro Olodum. - 1985 – 1986 – Bloco Afro Muzenza. - 1984 – Afoxé Filhos do Congo. - 1983 – 1985 – Bloco Afro Obá Laiyê. - 1982 – 1983 – Bloco Afro Orun-Milá. - 1981 – 1982 – Afoxé Unzó De Obá Xirêe. - 1978 – Bloco Os Guaranys. |

| Cenografia |
| --- |
| Fonte: - 2017 – Cenário e Figurino do Show da Turnê Europeia (Londres, Helsinki, Reggio Calabria) Preludio – Gilberto Gil. - 2017 – Opera Treemonisha – Núcleo de Opera da Bahia (turnê 2017 –Lisboa). - 2011 – Cenário dos Ensaios da Cantora Margareth Menezes. - 2011 – Show de Fiorella Mannoia, França. - 2010 – Decoração do São João do Centro Histórico de Salvador, BA. - 2006 – Produção cenográfica para a II Conferência Internacional dos Intelectuais Negros da Diáspora. - 2006 – Criação de cenários para gravação do DVD da Cantora Margareth Menezes – Concha Acústica – Salvador, BA. - 2004 – Produção Cenográfica do Show de Lançamento do 1º CD do cantor J. Veloso – Teatro Vila Velha – Salvador – Bahia. - 2003 – Criação e Produção de cenários para o show “As canções que você fez pra mim” da cantora Mariene de Castro. - 1996 – 2003 – Cenário para 8 edições do PercPan – Panorama Percussivo Mundial – Salvador, São Paulo, Recife, Rio de Janeiro. - 1993 – 2003 – Criação e Produção de cenários para o Panorama Percussivo Mundial “PERC PAN” – Teatro Castro Alves – Salvador, BA. Decoração do camarim do Candhyal Guetho Square de Carlinhos Brown – Salvador, BA. - 1998 – Cenário para o Balé Folclórico da Bahia – Salvador, BA. - 1994 – Estamparias para cenário do show “Tropicália 2” de Caetano Veloso e Gilberto Gil. - 1990 – Criação de figurinos no Carnaval de Nice, França |

### Outras obras
- 2023 - "Aláfia", estampa para o uniforme do Esporte Clube Bahia[17]
- 2023 - "Histórias Contadas em Tecidos: O Carnaval Negro Baiano", livro pela editora Capivara[11][18][19][20][21]
- 2023 - mesa-redonda "Para criar um mapa e dizer: eu", na 4ª edição da Festa Literária Internacional de Praia do Forte (FLIPF)[22]
- 2010 - 29ª edição do São Paulo Fashion Week[23]
- ? - “Andar com Fé”, estampa para a marca de roupas FARM[24]
- ? - "Beleza Pura", estampa para a marca de roupas infantis Fábula[25]

## Links
- Instagram
- Facebook